# Slavhostice
Slavhostice là một làng thuộc huyện Jičín, vùng Královéhradecký, Cộng hòa Séc.